# Pallacanestro Olimpia Milano 2017-2018
Questa voce raccoglie le informazioni riguardanti la Pallacanestro Olimpia Milano nelle competizioni ufficiali della stagione 2017-2018.

## Stagione
La stagione 2017-2018 dell'Olimpia Milano, sponsorizzata EA7 Emporio Armani, è la 85ª nel massimo campionato italiano di pallacanestro, la Serie A.

## Organigramma societario
Aggiornato al 23 giugno 2018.
- Presidente: Livio Proli
- Amministratore Delegato: Livio Proli
- General Manager: Flavio Portaluppi
- Team Manager: Alberto Rossini
- Relazioni Esterne/Addetto Stampa: Claudio Limardi
- Resp. Settore Giovanile: Roberto Breveglieri
- Resp. Statistiche Lega: Renato Boccotti
- Resp. Instant Replay: Maicol Panzini

- Allenatore: Simone Pianigiani
- Assistenti: Massimo Cancellieri, Mario Fioretti, Marco Esposito
- Preparatore Atletico: Giustino Danesi
- Medici Sociali: Marco Bigoni, Ezio Giani, Matteo Acquati
- Fisioterapisti: Alessandro Colombo, Claudio Lomma

## Roster
Aggiornato al 23 giugno 2018.
| EA7 Emporio Armani Milano 2017-18 | EA7 Emporio Armani Milano 2017-18 |
| Giocatori                         | Staff tecnico                     |
| --------------------------------- | --------------------------------- |

| N. | Naz.                                                   | Ruolo | Nome                  | Anno | Alt.   | Peso   |  |
| -- | ------------------------------------------------------ | ----- | --------------------- | ---- | ------ | ------ |  |
| 0  | Stati Uniti (bandiera)                                 | G     | Andrew Goudelock      | 1988 | 191 cm | 91 kg  |  |
| 5  | Serbia (bandiera)                                      | AP    | Vladimir Micov        | 1985 | 201 cm | 101 kg |  |
| 7  | Italia (bandiera)                                      | AG    | Davide Pascolo        | 1990 | 202 cm | 88 kg  |  |
| 9  | Lituania (bandiera)                                    | P     | Mantas Kalnietis      | 1986 | 195 cm | 91 kg  |  |
| 10 | Italia (bandiera)                                      | AP    | Andrea La Torre       | 1997 | 204 cm | 94 kg  |  |
| 12 | Slovenia (bandiera)                                    | GA    | Zoran Dragić          | 1989 | 196 cm | 91 kg  |  |
| 13 | Italia (bandiera)                                      | AP    | Simone Fontecchio     | 1995 | 203 cm | 91 kg  |  |
| 15 | Stati Uniti (bandiera)                                 | C     | Kaleb Tarczewski      | 1993 | 211 cm | 111 kg |  |
| 19 | Lituania (bandiera)                                    | AG    | Mindaugas Kuzminskas  | 1989 | 206 cm | 98 kg  |  |
| 20 | Italia (bandiera)                                      | P     | Andrea Cinciarini (C) | 1986 | 193 cm | 85 kg  |  |
| 22 | Italia (bandiera)                                      | C     | Marco Cusin           | 1985 | 211 cm | 107 kg |  |
| 23 | Italia (bandiera)                                      | AP    | Awudu Abass           | 1993 | 200 cm | 100 kg |  |
| 24 | Francia (bandiera)                                     | AG    | Amath M'Baye          | 1989 | 206 cm | 107 kg |  |
| 25 | Stati Uniti (bandiera) · Macedonia del Nord (bandiera) | P     | Jordan Theodore       | 1989 | 182 cm | 79 kg  |  |
| 28 | Stati Uniti (bandiera)                                 | C     | Patric Young          | 1992 | 209 cm | 109 kg |  |
| 34 | Stati Uniti (bandiera)                                 | AG    | Cory Jefferson        | 1990 | 206 cm | 99 kg  |  |
| 45 | Lettonia (bandiera)                                    | G     | Dairis Bertāns        | 1989 | 193 cm | 91 kg  |  |
| 55 | Stati Uniti (bandiera)                                 | PG    | Curtis Jerrells       | 1987 | 185 cm | 89 kg  |  |
| 77 | Lituania (bandiera)                                    | C     | Artūras Gudaitis      | 1993 | 208 cm | 115 kg |  |
| -  | Italia (bandiera)                                      | G     | Lorenzo Bartoli       | 1994 | 192 cm |        |  |
| -  | Italia (bandiera)                                      |       | Giordano Bortolani    | 2000 |        |        |  |
| -  | Italia (bandiera)                                      |       | Samuele Giardini      | 2000 |        |        |  |
| -  | Italia (bandiera)                                      |       | Enrico Mario Tomba    | 2000 |        |        |  |
| -  | Italia (bandiera)                                      | G     | Simone Vecerina       | 1999 | 186 cm |        |  |

| Allenatore |
| - Simone Pianigiani                                                                                                 |
| Assistente/i |
| - Massimo Cancellieri - Mario Fioretti - Marco Esposito Legenda - (C) Capitano - (IN) Inattivo - Infortunato Roster |

## Mercato

### Sessione estiva
| Acquisti | Acquisti           | Acquisti          | Acquisti      | Acquisti |
| R.       | Nome               | da                | Modalità      |          |
| -------- | ------------------ | ----------------- | ------------- | -------- |
| ALL      | Simone Pianigiani  | H. Gerusalemme    | definitivo    |          |
| P        | Jordan Theodore    | Bandırma Banvit   | definitivo    |          |
| C        | Marco Cusin        | Scandone Avellino | definitivo    |          |
| AP       | Vladimir Micov     | Galatasaray       | definitivo    |          |
| G        | Andrew Goudelock   | Maccabi Tel Aviv  | definitivo    |          |
| C        | Patric Young       | Olympiakos        | definitivo    |          |
| AG       | Amath M'Baye       | N.B. Brindisi     | definitivo    |          |
| G        | Dairis Bertāns     | Darüşşafaka       | definitivo    |          |
| AG       | Cory Jefferson     | Alaska Aces       | definitivo    |          |
| C        | Artūras Gudaitis   | Lietuvos rytas    | definitivo    |          |
| AP       | Andrea La Torre    | Universo Treviso  | fine prestito |          |
| GA       | Alessandro Gentile | H. Gerusalemme    | fine prestito |          |

| Cessioni | Cessioni           | Cessioni        | Cessioni       | Cessioni |
| R.       | Nome               | a               | Modalità       |          |
| -------- | ------------------ | --------------- | -------------- | -------- |
| ALL      | Jasmin Repeša      | Free agent      | fine contratto |          |
| AC       | Jamel McLean       | Olympiakos      | fine contratto |          |
| GA       | Alessandro Gentile | Virtus Bologna  | rescissione    |          |
| C        | Miroslav Raduljica | Jiangsu Dragons | fine contratto |          |
| PG       | Ricky Hickman      | Bamberger       | rescissione    |          |
| AG       | Milan Mačvan       | Bayern Monaco   | fine contratto |          |
| AP       | Rakim Sanders      | Barcellona      | fine contratto |          |
| G        | Krunoslav Simon    | Anadolu Efes    | fine contratto |          |
| GA       | Bruno Cerella      | Reyer Venezia   | prestito       |          |
| P        | Matteo Laganà      | Orlandina       | fine contratto |          |

### Dopo l'inizio della stagione
| Acquisti | Acquisti             | Acquisti            | Acquisti         | Acquisti      |
| R.       | Nome                 | da                  | Data             | Modalità      |
| -------- | -------------------- | ------------------- | ---------------- | ------------- |
| PG       | Curtis Jerrells      | H. Gerusalemme      | 9 novembre 2017  | definitivo    |
| G        | Lorenzo Bartoli      | Free agent          | 14 dicembre 2017 | definitivo    |
| A        | Mindaugas Kuzminskas | Free agent          | 31 dicembre 2017 | definitivo    |
| AP       | Andrea La Torre      | Amici Pall. Udinese | 21 febbraio 2018 | fine prestito |

| Cessioni | Cessioni          | Cessioni            | Cessioni         | Cessioni    |
| R.       | Nome              | a                   | Data             | Modalità    |
| -------- | ----------------- | ------------------- | ---------------- | ----------- |
| GA       | Zoran Dragić      | Anadolu Efes        | 20 novembre 2017 | rescissione |
| A        | Simone Fontecchio | Vanoli Cremona      | 5 dicembre 2017  | prestito    |
| AP       | Andrea La Torre   | Amici Pall. Udinese | 11 dicembre 2017 | prestito    |
| AG       | Cory Jefferson    | Texas Legends       | 2 febbraio 2018  | rescissione |
| AP       | Andrea La Torre   | N.P.C. Rieti        | 22 febbraio 2018 | prestito    |
| C        | Patric Young      | Free agent          | 26 febbraio 2018 | rescissione |

## Risultati

### Serie A

#### Stagione regolare

##### Girone d'andata
| Arbitri: | Sabetta Baldini Galasso |

|                 |            |                   |
| Romeo Sacchetti | Allenatori | Simone Pianigiani |

| Arbitri: | Lo Guzzo Bartoli Bongiorni |

|                   |            |              |
| Simone Pianigiani | Allenatori | Attilio Caja |

| Arbitri: | Seghetti Paglialunga Nicolini |

|                  |            |                   |
| Gennaro Di Carlo | Allenatori | Simone Pianigiani |

| Arbitri: | Rossi Bettini Perciavalle |

|                   |            |                     |
| Simone Pianigiani | Allenatori | Sandro Dell'Agnello |

| Arbitri: | Paternicò Filippini Galasso |

|                   |            |                   |
| Federico Pasquini | Allenatori | Simone Pianigiani |

| Arbitri: | Sabetta Baldini Giovannetti |

|                   |            |                    |
| Simone Pianigiani | Allenatori | Alessandro Ramagli |

| Arbitri: | Begnis Weidmann Borgo |

|                    |            |                   |
| Maurizio Buscaglia | Allenatori | Simone Pianigiani |

| Arbitri: | Lanzarini Filippini Morelli |

|                   |            |                    |
| Simone Pianigiani | Allenatori | Stefano Sacripanti |

| Arbitri: | Mazzoni Borgioni Borgo |

|                      |            |                   |
| Massimiliano Menetti | Allenatori | Simone Pianigiani |

| Arbitri: | Sahin Attard Bongiorni |

|             |            |                   |
| Luca Banchi | Allenatori | Simone Pianigiani |

| Arbitri: | Paternicò Aronne Grigioni |

|                   |            |              |
| Simone Pianigiani | Allenatori | Marco Sodini |

| Arbitri: | Sabetta Filippini Paglialunga |

|                   |            |              |
| Simone Pianigiani | Allenatori | Andrea Diana |

| Arbitri: | Weidmann Attard Di Francesco |

|            |            |                   |
| Spiro Leka | Allenatori | Simone Pianigiani |

| Arbitri: | Lanzarini Vicino Morelli |

|                   |            |                   |
| Vincenzo Esposito | Allenatori | Simone Pianigiani |

| Arbitri: | Sabetta Bettini Baldini |

|                   |            |                    |
| Simone Pianigiani | Allenatori | Walter De Raffaele |

##### Girone di ritorno
| Arbitri: | Sardella Di Francesco Quarta |

|                   |            |                 |
| Simone Pianigiani | Allenatori | Romeo Sacchetti |

| Arbitri: | Begnis Bartoli Caiazza |

|              |            |                   |
| Attilio Caja | Allenatori | Simone Pianigiani |

| Arbitri: | Weidmann Morelli Giovannetti |

|                   |            |                  |
| Simone Pianigiani | Allenatori | Gennaro Di Carlo |

| Arbitri: | Paternicò Filippini Nicolini |

|                   |            |                   |
| Francesco Vitucci | Allenatori | Simone Pianigiani |

| Arbitri: | Mazzoni Attard Belfiore |

|                   |            |                   |
| Simone Pianigiani | Allenatori | Federico Pasquini |

| Arbitri: | Sahin Rossi Borgo |

|                    |            |                   |
| Alessandro Ramagli | Allenatori | Simone Pianigiani |

| Arbitri: | Begnis Martolini Bongiorni |

|                   |            |                    |
| Simone Pianigiani | Allenatori | Maurizio Buscaglia |

| Arbitri: | Paternicò Baldini Quarta |

|                    |            |                   |
| Stefano Sacripanti | Allenatori | Simone Pianigiani |

| Arbitri: | Seghetti Aronne Calbucci |

|                   |            |                      |
| Simone Pianigiani | Allenatori | Massimiliano Menetti |

| Arbitri: | Mazzoni Bongiorni Morelli |

|                   |            |                |
| Simone Pianigiani | Allenatori | Paolo Galbiati |

| Arbitri: | Lanzarini Vicino Paglialunga |

|              |            |                   |
| Marco Sodini | Allenatori | Simone Pianigiani |

| Arbitri: | Sahin Di Francesco Nicolini |

|              |            |                   |
| Andrea Diana | Allenatori | Simone Pianigiani |

| Arbitri: | Martolini Caiazza Perciavalle |

|                   |            |               |
| Simone Pianigiani | Allenatori | Massimo Galli |

| Arbitri: | Lo Guzzo Vicino Bettini |

|                   |            |                   |
| Simone Pianigiani | Allenatori | Vincenzo Esposito |

| Arbitri: | Sahin Seghetti Borgo |

|                    |            |                   |
| Walter De Raffaele | Allenatori | Simone Pianigiani |

#### Play-off

##### Quarti di finale
| Arbitri: | Lanzarini (Bologna) Sardella (Rimini) Di Francesco (Teramo) |

|                                        |            |                                 |
| Goudelock 17 Cinciarini 15 Jerrells 14 | Punti      | 17 Smith 16 Culpepper 10 Thomas |
| Cinciarini 6                           | Assist     | 4 Culpepper                     |
| Tarczewski 10                          | Rimbalzi   | 9 Burns                         |
| Simone Pianigiani                      | Allenatori | Marco Sodini                    |

| Arbitri: | Begnis (Crema) Baldini (Firenze) Quarta (Torino) |

|                                   |            |                                          |
| Bertāns 16 Kuzminskas 15 Micov 13 | Punti      | 24 Culpepper 18 Burns, Thomas 6 Chappell |
| Cinciarini 5                      | Assist     | 6 Smith                                  |
| Tarczewski 9                      | Rimbalzi   | 11 Burns                                 |
| Simone Pianigiani                 | Allenatori | Marco Sodini                             |

| Arbitri: | Paternicò (Piazza Armerina) Rossi (Sansepolcro) Attard (Siracusa) |

|                                       |            |                                     |
| Culpepper 18 Burns, Thomas 12 Smith 9 | Punti      | 24 Goudelock 11 Bertāns 10 Gudaitis |
| Smith 5                               | Assist     | 6 Jerrells                          |
| Thomas 8                              | Rimbalzi   | 7 Kuzminskas                        |
| Marco Sodini                          | Allenatori | Simone Pianigiani                   |

##### Semifinali
| Arbitri: | Filippini (Pisa) Weidmann (Roma) Bettini (Bologna) |

|                                    |            |                                  |
| Micov 17 Gudaitis 14 Cinciarini 13 | Punti      | 20 M. Vitali 14 Cotton 12 Landry |
| Cinciarini, Micov 4                | Assist     | 6 M. Vitali                      |
| Tarczewski 8                       | Rimbalzi   | 7 Hunt                           |
| Simone Pianigiani                  | Allenatori | Andrea Diana                     |

| Arbitri: | Seghetti (Livorno) Lo Guzzo (Catanzaro) Sardella (Rimini) |

|                                               |            |                             |
| Goudelock 15 Gudaitis, Micov 14 Cinciarini 12 | Punti      | 14 Hunt 13 Cotton 11 Ortner |
| Jerrells 5                                    | Assist     | 4 Ortner, L. Vitali         |
| Gudaitis 8                                    | Rimbalzi   | 5 Hunt, Ortner              |
| Simone Pianigiani                             | Allenatori | Andrea Diana                |

| Arbitri: | Begnis (Crema) Mazzoni (Grosseto) Aronne (Viterbo) |

|                                  |            |                                     |
| Landry 19 M. Vitali 18 Cotton 17 | Punti      | 20 Goudelock 16 Micov 14 Kuzminskas |
| Moss, L. Vitali 4                | Assist     | 4 Jerrells, Kuzminskas, Micov       |
| Ortner 9                         | Rimbalzi   | 6 Tarczewski                        |
| Andrea Diana                     | Allenatori | Simone Pianigiani                   |

| Arbitri: | Lanzarini (Bologna) Martolini (Roma) Borgioni (Roma) |

|                                               |            |                                    |
| Sacchetti 13 Landry, M. Vitali 10 L. Vitali 9 | Punti      | 24 Kuzminskas 13 Micov 10 Jerrells |
| Ortner, L. Vitali, M. Vitali 3                | Assist     | 4 Goudelock, Micov                 |
| Ortner 11                                     | Rimbalzi   | 8 Kuzminskas                       |
| Andrea Diana                                  | Allenatori | Simone Pianigiani                  |

##### Finale
| Arbitri: | Sabetta (Termoli) Lanzarini (Bologna) Aronne (Viterbo) |

|                                     |            |                                       |
| Goudelock 26 Micov 16 Tarczewski 14 | Punti      | 31 Shields 11 Forray, Franke 10 Gomes |
| Cinciarini, Micov 5                 | Assist     | 5 Shields                             |
| Tarczewski 9                        | Rimbalzi   | 7 Sutton                              |
| Simone Pianigiani                   | Allenatori | Maurizio Buscaglia                    |

| Arbitri: | Begnis (Crema) Sahin (Messina) Sardella (Rimini) |

|                                             |            |                               |
| Jerrells 27 Goudelock 25 Gudaitis, Micov 11 | Punti      | 18 Gomes 17 Shields 15 Siliņš |
| Micov 3                                     | Assist     | 5 Shields                     |
| Gudaitis 9                                  | Rimbalzi   | 6 Sutton                      |
| Simone Pianigiani                           | Allenatori | Maurizio Buscaglia            |

| Arbitri: | Paternicò (Piazza Armerina) Mazzoni (Grosseto) Rossi (Sansepolcro) |

|                             |            |                                    |
| Sutton 19 Hogue 18 Gomes 13 | Punti      | 13 Bertāns 13 Jerrells 8 Goudelock |
| Shields 6                   | Assist     | 5 Cinciarini                       |
| Forray, Hogue, Sutton 10    | Rimbalzi   | 9 Micov                            |
| Maurizio Buscaglia          | Allenatori | Simone Pianigiani                  |

| Arbitri: | Seghetti (Livorno) Lo Guzzo (Catanzaro) Martolini (Roma) |

|                               |            |                                   |
| Shields 31 Hogue 14 Sutton 13 | Punti      | 14 Goudelock 13 Micov 10 Jerrells |
| Forray 5                      | Assist     | 4 Micov                           |
| Shields 8                     | Rimbalzi   | 6 Gudaitis                        |
| Maurizio Buscaglia            | Allenatori | Simone Pianigiani                 |

| Arbitri: | Lanzarini (Bologna) Mazzoni (Grosseto) Bartoli (Trieste) |

|                                        |            |                               |
| Gudaitis 19 Kuzminskas 19 Goudelock 16 | Punti      | 24 Shields 15 Sutton 14 Hogue |
| Micov 7                                | Assist     | 4 Forray, Gutiérrez, Sutton   |
| Gudaitis 7                             | Rimbalzi   | 9 Hogue                       |
| Simone Pianigiani                      | Allenatori | Maurizio Buscaglia            |

| Arbitri: | Paternicò (Piazza Armerina) Begnis (Crema) Baldini (Firenze) |

|                                      |            |                                                 |
| Sutton 15 Forray, Shields 14 Hogue 9 | Punti      | 21 Goudelock 15 Bertāns, Kuzminskas 14 Gudaitis |
| Forray, Sutton 2                     | Assist     | 6 Jerrells                                      |
| Gomes, Hogue 7                       | Rimbalzi   | 9 Gudaitis                                      |
| Maurizio Buscaglia                   | Allenatori | Simone Pianigiani                               |

### Eurolega

#### Stagione regolare
| Arbitri: | Saša Pukl Spiros Gkontas Tomislav Hordov |

|                  |            |                   |
| Dīmītrīs Itoudīs | Allenatori | Simone Pianigiani |

| Arbitri: | Miguel Perez Ioannis Foufis Jakub Zamojski |

|                   |            |                  |
| Simone Pianigiani | Allenatori | Željko Obradović |

| Arbitri: | Damir Javor Petri Mantyla Marcin Kowalski |

|            |            |                   |
| Pablo Laso | Allenatori | Simone Pianigiani |

| Arbitri: | Sasa Pukl Amit Balak Sinisa Herceg |

|                   |            |             |
| Simone Pianigiani | Allenatori | Sito Alonso |

| Arbitri: | Daniel Hierrezuelo Borys Ryzhyk Mehdi Difallah |

|               |            |                   |
| Neven Spahija | Allenatori | Simone Pianigiani |

| Arbitri: | Juan Garcia Piotr Pastusiak Clemens Fritz |

|                   |            |                      |
| Simone Pianigiani | Allenatori | Šarūnas Jasikevičius |

| Arbitri: | Christos Christodoulou Robert Lottermoser Olegs Latisevs |

|                |            |                   |
| Txus Vidorreta | Allenatori | Simone Pianigiani |

| Arbitri: | Borys Ryzhyk Emilio Perez Ingus Baumanis |

|                   |            |                   |
| Simone Pianigiani | Allenatori | Andrea Trinchieri |

| Arbitri: | Daniel Hierrezuelo Damir Javor Anne Panther |

|                   |            |                      |
| Simone Pianigiani | Allenatori | Giannīs Sfairopoulos |

| Arbitri: | Sasa Pukl Benjamin Jimenez Igor Dragojevic |

|                   |            |                   |
| Velimir Perasović | Allenatori | Simone Pianigiani |

| Arbitri: | Matej Boltauzer Emilio Perez Tomislav Hordov |

|                   |            |                    |
| Simone Pianigiani | Allenatori | Giōrgos Mpartzōkas |

| Arbitri: | Ilija Belosevic Fernando Rocha Carlos Cortes |

|              |            |                   |
| Xavi Pascual | Allenatori | Simone Pianigiani |

| Arbitri: | Sasa Pukl Jakub Zamojski Robert Vyklicky |

|                   |            |                        |
| Simone Pianigiani | Allenatori | Pedro Martínez Sánchez |

| Arbitri: | Olegs Latisevs Elias Koromilas Tomislav Hordov |

|            |            |                   |
| Joan Plaza | Allenatori | Simone Pianigiani |

| Arbitri: | Carlos Peruga Piotr Pastusiak Ioannis Foufis |

|                   |            |                   |
| Simone Pianigiani | Allenatori | Dušan Alimpijević |

| Arbitri: | Miguel Perez Milija Vojinovic Saso Petek |

|                      |            |                   |
| Giannīs Sfairopoulos | Allenatori | Simone Pianigiani |

| Arbitri: | Juan Garcia Tomislav Hordov David Romano |

|                   |            |                  |
| Simone Pianigiani | Allenatori | Dīmītrīs Itoudīs |

| Arbitri: | Ilija Belosevic Piotr Pastusiak Clemens Fritz |

|                   |            |            |
| Simone Pianigiani | Allenatori | Joan Plaza |

| Arbitri: | Milivoje Jovcic Fernando Rocha Mehdi Difallah |

|                        |            |                   |
| Pedro Martínez Sánchez | Allenatori | Simone Pianigiani |

| Arbitri: | Matej Boltauzer Elias Koromilas Uros Obrknezevic |

|                   |            |               |
| Simone Pianigiani | Allenatori | Neven Spahija |

| Arbitri: | Christos Christodoulou Piotr Pastusiak Mario Majkic |

|             |            |                   |
| Sito Alonso | Allenatori | Simone Pianigiani |

| Arbitri: | Daniel Hierrezuelo Spiros Gkontas Aare Halliko |

|                   |            |                   |
| Dušan Alimpijević | Allenatori | Simone Pianigiani |

| Arbitri: | Juan Garcia Milivoje Jovcic Ioannis Foufis |

|                  |            |                   |
| Željko Obradović | Allenatori | Simone Pianigiani |

| Arbitri: | Benjamin Jimenez Piotr Pastusiak Saso Petek |

|                   |            |              |
| Simone Pianigiani | Allenatori | Ergin Ataman |

| Arbitri: | Sasa Pukl Sergio Silva Rain Peerandi |

|                    |            |                   |
| Giōrgos Mpartzōkas | Allenatori | Simone Pianigiani |

| Arbitri: | Christos Christodoulou Olegs Latisevs Robert Vyklicky |

|                   |            |            |
| Simone Pianigiani | Allenatori | Pablo Laso |

| Arbitri: | Milivoje Jovcic Elias Koromilas Emin Mogulkoc |

|                      |            |                   |
| Šarūnas Jasikevičius | Allenatori | Simone Pianigiani |

| Arbitri: | Damir Javor Aare Halliko Igor Dragojevic |

|                   |            |                |
| Simone Pianigiani | Allenatori | Txus Vidorreta |

| Arbitri: | Olegs Latisevs Benjamin Jimenez Spiros Gkontas |

|             |            |                   |
| Luca Banchi | Allenatori | Simone Pianigiani |

| Arbitri: | Daniel Hierrezuelo Mario Majkic Mehdi Difallah |

|                   |            |                      |
| Simone Pianigiani | Allenatori | Xavier Pascual Vives |

### Supercoppa italiana

#### Semifinale
| Arbitri: | Paternicò (Piazza Armerina) Attard (Siracusa) Borgioni (Roma) |

|                                             |            |                                 |
| Goudelock 24 Bertāns 11 M'Baye, Theodore 10 | Punti      | 13 Behanan 12 Shields 11 Sutton |
| Theodore 6                                  | Assist     | 5 Forray                        |
| Gudaitis 10                                 | Rimbalzi   | 8 Behanan                       |
| Simone Pianigiani                           | Allenatori | Maurizio Buscaglia              |

#### Finale
| Arbitri: | Paternicò (Piazza Armerina) Begnis (Crema) Martolini (Roma) |

|                                              |            |                                             |
| Theodore 29 Goudelock, M'Baye 14 Gudaitis 12 | Punti      | 14 Bramos, Jenkins, Johnson 13 Perić 9 Watt |
| Theodore 5                                   | Assist     | 3 Haynes, Jenkins, Perić                    |
| M'Baye 10                                    | Rimbalzi   | 5 Bramos                                    |
| Simone Pianigiani                            | Allenatori | Walter De Raffaele                          |

### Coppa Italia

#### Quarti di finale
| Arbitri: | Lanzarini (Bologna) Weidmann (Roma) Vicino (Bologna) |

|                          |            |              |
| Goudelock 23             | Punti      | 23 Smith     |
| Theodore 6               | Assist     | 8 Smith      |
| Cusin, Micov, Theodore 7 | Rimbalzi   | 12 Burns     |
| Simone Pianigiani        | Allenatori | Marco Sodini |

## Statistiche

### Statistiche di squadra
| Competizione          | G  | V  | P  | Pt   | 2PT  | 3PT  | TL   | Rimbalzi | Rimbalzi | Rimbalzi | Stop | Palle | Palle | Ass  |
| Competizione          | G  | V  | P  | Pt   | 2PT  | 3PT  | TL   | Off      | Dif      | Tot      | Stop | Perse | Rec.  | Ass  |
| --------------------- | -- | -- | -- | ---- | ---- | ---- | ---- | -------- | -------- | -------- | ---- | ----- | ----- | ---- |
| Serie A               | 30 | 22 | 8  | 82.1 | 56.0 | 33.6 | 77.9 | 10.8     | 26.5     | 37.4     | 3.0  | 12.3  | 6.5   | 13.8 |
| Play-off              | 13 | 10 | 3  | 85.2 | 53.9 | 41.5 | 81.4 | 10.4     | 24.5     | 34.9     | 2.5  | 12.5  | 4.4   | 15.7 |
| Euroleague Basketball | 30 | 10 | 20 | 81.7 | 52.6 | 36.7 | 78.0 | 9.5      | 22.3     | 31.8     | 2.5  | 10.6  | 5.2   | 16.1 |
| Supercoppa Italiana   | 2  | 2  | 0  | 78.0 | 54.8 | 41.5 | 69.4 | 7.0      | 28.0     | 35.0     | 2.0  | 12.0  | 4.5   | 10.5 |
| Coppa Italia          | 1  | 0  | 1  | 87.0 | 43.2 | 41.4 | 81.3 | 15.0     | 23.0     | 38.0     | 2.0  | 16.0  | 11.0  | 14.0 |
| Totale                | 76 | 44 | 32 | 82.8 | 52.1 | 38.9 | 77.6 | 10.5     | 24.8     | 35.3     | 2.4  | 12.6  | 6.3   | 14.0 |

### Statistiche giocatori
Fonte: Campionato, Coppa Italia, Supercoppa

Fonte Eurolega
| Giocatore     | Serie A+Playoff | Serie A+Playoff | Serie A+Playoff | Serie A+Playoff | Coppa Italia | Coppa Italia | Coppa Italia | Coppa Italia | Supercoppa Italiana | Supercoppa Italiana | Supercoppa Italiana | Supercoppa Italiana | Eurolega | Eurolega | Eurolega | Eurolega | Totale | Totale | Totale | Totale |
| Giocatore     | PG              | PTI             | AST             | RIM             | PG           | PTI          | AST          | RIM          | PG                  | PTI                 | AST                 | RIM                 | PG       | PTI      | AST      | RIM      | PG     | PTI    | AST    | RIM    |
| ------------- | --------------- | --------------- | --------------- | --------------- | ------------ | ------------ | ------------ | ------------ | ------------------- | ------------------- | ------------------- | ------------------- | -------- | -------- | -------- | -------- | ------ | ------ | ------ | ------ |
| A. Abass      | 26+8            | 114+2           | 17+0            | 61+7            | 1            | 3            | 2            | 2            | 1                   | 0                   | 0                   | 0                   | 10       | 9        | 2        | 11       | 46     | 128    | 21     | 81     |
| D. Bertāns    | 28+13           | 196+118         | 32+14           | 23+13           | 1            | 6            | 0            | 1            | 2                   | 14                  | 3                   | 1                   | 28       | 199      | 40       | 28       | 72     | 533    | 89     | 66     |
| G. Bortolani  | 3+1             | 6+0             | 0+0             | 0+0             | -            | -            | -            | -            | -                   | -                   | -                   | -                   | -        | -        | -        | -        | 4      | 6      | 0      | 0      |
| A. Cinciarini | 30+13           | 199+99          | 79+42           | 89+31           | 1            | 9            | 1            | 0            | -                   | -                   | -                   | -                   | 24       | 109      | 50       | 57       | 68     | 416    | 172    | 177    |
| M. Cusin      | 22+4            | 63+7            | 4+0             | 65+8            | 1            | 4            | 1            | 7            | 2                   | 2                   | 0                   | 2                   | 6        | 1        | 0        | 5        | 35     | 77     | 5      | 87     |
| Z. Dragić     | -               | -               | -               | -               | -            | -            | -            | -            | -                   | -                   | -                   | -                   | -        | -        | -        | -        | -      | -      | -      | -      |
| S. Fontecchio | 4               | 5               | 0               | 1               | -            | -            | -            | -            | 2                   | 0                   | 0                   | 0                   | 2        | 0        | 0        | 0        | 8      | 5      | 0      | 1      |
| S. Giardini   | 1               | 0               | 0               | 0               | -            | -            | -            | -            | -                   | -                   | -                   | -                   | -        | -        | -        | -        | 1      | 0      | 0      | 0      |
| A. Goudelock  | 24+13           | 367+207         | 44+24           | 61+37           | 1            | 23           | 2            | 1            | 2                   | 38                  | 2                   | 6                   | 25       | 308      | 44       | 61       | 65     | 943    | 116    | 166    |
| A. Gudaitis   | 28+13           | 306+134         | 12+6            | 204+85          | 1            | 3            | 0            | 4            | 2                   | 18                  | 0                   | 18                  | 29       | 299      | 7        | 183      | 73     | 760    | 25     | 494    |
| C. Jefferson  | 7               | 20              | 0               | 16              | -            | -            | -            | -            | 2                   | 3                   | 0                   | 4                   | 13       | 45       | 4        | 17       | 22     | 68     | 4      | 37     |
| C. Jerrells   | 22+13           | 207+139         | 62+43           | 36+29           | 1            | 0            | 0            | 2            | -                   | -                   | -                   | -                   | 24       | 229      | 65       | 44       | 60     | 575    | 170    | 111    |
| M. Kalnietis  | -               | -               | -               | -               | -            | -            | -            | -            | -                   | -                   | -                   | -                   | 20       | 90       | 43       | 36       | 20     | 90     | 43     | 36     |
| M. Kuzminskas | 16+13           | 107+143         | 20+18           | 48+50           | 1            | 10           | 0            | 3            | -                   | -                   | -                   | -                   | 14       | 153      | 20       | 33       | 44     | 413    | 58     | 134    |
| A. M'Baye     | 17              | 108             | 13              | 59              | -            | -            | -            | -            | 2                   | 24                  | 1                   | 12                  | 30       | 183      | 28       | 61       | 49     | 315    | 42     | 132    |
| V. Micov      | 26+13           | 305+149         | 49+47           | 82+54           | 1            | 7            | 2            | 7            | 2                   | 16                  | 0                   | 10                  | 29       | 316      | 63       | 75       | 71     | 793    | 161    | 228    |
| D. Pascolo    | 26+11           | 104+25          | 18+8            | 107+18          | 1            | 6            | 0            | 3            | 0                   | 0                   | 0                   | 0                   | 11       | 42       | 7        | 24       | 49     | 177    | 33     | 152    |
| K. Tarczewski | 17+13           | 148+83          | 8+2             | 118+56          | -            | -            | -            | -            | -                   | -                   | -                   | -                   | 30       | 200      | 9        | 172      | 60     | 431    | 19     | 346    |
| J. Theodore   | 20              | 208             | 57              | 58              | 1            | 16           | 6            | 7            | 2                   | 39                  | 11                  | 12                  | 23       | 267      | 100      | 47       | 46     | 530    | 174    | 124    |
| E.M. Tomba    | 0               | 0               | 0               | 0               | 0            | 0            | 0            | 0            | -                   | -                   | -                   | -                   | -        | -        | -        | -        | 0      | 0      | 0      | 0      |
| S. Vecerina   | 1+1             | 0+1             | 0+0             | 0+0             | -            | -            | -            | -            | -                   | -                   | -                   | -                   | -        | -        | -        | -        | 2      | 1      | 0      | 0      |
| P. Young      | -               | -               | -               | -               | -            | -            | -            | -            | -                   | -                   | -                   | -                   | -        | -        | -        | -        | -      | -      | -      | -      |